# Oddział partyzancki Armii Krajowej „Grom”
Oddział partyzancki „Grom” – dowodzony przez ppor. Aleksandra Arkuszyńskiego, ps. „Maj”, oddział partyzancki utworzony na terenie Okręgu Łódź Armii Krajowej. 

## Historia oddziału
Oddział partyzancki „Grom” powstał w połowie lutego 1944 r. Nazwa oddziału nawiązywała do nazwy niszczyciela polskiej Marynarki Wojennej ORP „Grom”. Pierwszym dowódcą oddziału został ppor. Czesław Mazur, ps. „Oswald”, „Ząb”. Miesiąc później komendę nad nim objął ppor. Aleksander Arkuszyński, ps. „Maj”. W końcu lutego 1944 r. oddział liczył 30 żołnierzy.

### Działalność oddziału od lutego do lipca 1944r.
- Podczas akcji na dwór w Bujnach dowódca oddziału „Ząb” został ciężko ranny. Nowym dowódcą został ppor. Aleksander Arkuszyński ps. „Śmiały”, który zmienił pseudonim na „Maj”[2].
- 28 lutego 1944 r. oddział „Grom” wraz z oddziałem „Wicher” miał przeprowadzić akcję rekwizycyjną niemieckiego majątku w Moszczenicy. Gdy oddziały stacjonowały przed akcją w gajówce Gazomka, natknął się na nie patrol 20 niemieckich żandarmów. Wywiązała się strzelanina. Partyzanci wycofali się w stronę Gazomki i Proszenia. Siedmiu polskich żołnierzy zostało rannych. Niemcy kontynuowali pościg za partyzantami aż do Pilicy[3].
- 23 marca 1944 r. wspólnie z oddziałem partyzanckim „Burza” żołnierze oddziału „Grom” starli się z oddziałami niemieckiej żandarmerii we wsi Kolonia Bartodzieje. Poległo 26 żandarmów. Strona polska straciła dwóch partyzantów[4].
- 25 marca 1944 r. na rozkaz szefa Kedywu kpt. „Gaja” wszystkie oddziały partyzanckie działające w okręgu AK Łódź stawiły się w miejscowości Justynów. Oddział „Grom” liczył wtedy 35 ludzi[5].
- 15 lipca 1944 r. oddział partyzancki „Grom” zaatakował w Jastrzębiu 70-osobową załogę posterunku niemieckiego strzegącego budowy linii kolejowej. Cała załoga poległa. Oddział zarekwirował broń i amunicję oraz odzież i koce[6]. Zginął jeden partyzant[7].

### Działalność oddziału od sierpnia do listopada 1944r. w ramach 25 pułku piechoty Armii Krajowej
W drugiej połowie lipca 1944 r. w związku ze zbliżaniem się wojsk sowieckich do linii Wisły inspektor piotrkowski, major Stanisław Pawłowski „Powała”, zarządził koncentrację wszystkich podległych mu oddziałów partyzanckich w lasach w okolicy wsi Barkowice Mokre. W ten sposób zmobilizowano około 550 żołnierzy, z których powstał I batalion 25 pułku piechoty Armii Krajowej. Początek koncentracji został wyznaczony na dzień 20 lipca 1944. W tym czasie oddział liczył około 60 dobrze uzbrojonych i zdyscyplinowanych żołnierzy. 
Początkowo oddział „Grom” pod dowództwem ppor. „Maja” wchodził w skład II plutonu, 3. kompanii, I batalionu 25 pp AK. Pod koniec sierpnia 1944 pułk został przeorganizowany i w miejsce batalionu utworzono 5 kompanii. Żołnierze „Gromu” weszli w skład 1. kompanii, której dowódcą został por. Witold Kucharski, ps. „Wicher”.
Działając w strukturach 25 pułku piechoty AK, żołnierze z oddziału „Grom” brali udział w wielu akcjach oraz potyczkach z niemieckimi żandarmami i żołnierzami.
- 13 sierpnia 1944 r. grupa około 90–100 żołnierzy z różnych oddziałów wchodzących w skład 25 pp AK pod dowództwem ppor. „Maja” dokonała pacyfikacji niemieckiej kolonii Jawor zamieszkiwanej przez volksdeutschów tworzących Selbstschutz. W wyniku walk zniszczono niemiecki bunkier, zarekwirowano bydło i konie, zdobyto broń i amunicję. Po stronie partyzantów zginął Mieczysław Sońta, ps. „Ryś”[9].
- 16 sierpnia 1944 r. partyzanci stoczyli dwie potyczki z Niemcami w rejonie wsi Sulborowice i Reczków. W godzinach przedpołudniowych siły polskie rozbiły oddział żandarmerii niemieckiej. Zginęło 20 żandarmów, a pozostałych 17 rozstrzelano za znęcanie się nad ludnością cywilną. Po stronie polskiej nie było zabitych. Trzech partyzantów zostało rannych. Zdobyto broń, amunicję, konie, wozy, oprzyrządowanie wojskowe i mapy. W tym samym miejscu w godzinach popołudniowych pułk stoczył bój z około 300–350 żołnierzami niemieckimi. W czasie popołudniowej akcji straty niemieckie wyniosły 66 zabitych i około 90–100 rannych. Po stronie polskiej zginęło 10 partyzantów, w tym por. „Kuba” (Antoni Bednarczyk) – dowódca oddziału „Burza”. Kolejnych trzech żołnierzy zostało rannych[10].
- Od 20 sierpnia do 26 września 1944 r. oddział wraz z innymi oddziałami wchodzącymi w skład batalionu 25 pp AK stacjonował w obozie warownym w lasach przysuskich. Dni mijały partyzantom na bezczynności[11].

- 21 sierpnia 1944 major „Roman” przeorganizował batalion w pułk i oficjalnie nadał mu nazwę 25 pułku piechoty Armii Krajowej, nawiązując tym do istniejącego przed 1939 r. 25 pułku piechoty Wojska Polskiego[11].
- 6 września 1944 r. niemieckie oddziały Wehrmachtu w sile jednej kompanii zaatakowały partyzantów w okolicach leśniczówki Huta i gajówki Piecyki w lasach przysuskich niedaleko Stefanowa. W wyniku działań bojowych po stronie niemieckiej zginęło 18 żołnierzy (w tym dwóch oficerów), a 7 zostało rannych. Po stronie polskiej nie odnotowano zabitych. Ciężko ranny został jeden partyzant z oddziału „Błyskawica”[12].
- W wyniku przeprowadzonej we wrześniu 1944 r. reorganizacji 25 pp AK partyzanci z dawnego oddziału „Grom” weszli w skład 2. kompanii. Liczyła ona około 180 żołnierzy[13].
- 26 września 1944 r. w ramach operacji „Waldkater” siły niemieckie w liczbie około 1200 żołnierzy i żandarmów zaatakowały w lasach przysuskich połączone siły 25 i 72 pułku piechoty Armii Krajowej. W wyniku wielogodzinnej walki operacja „Waldkater” zakończyła się fiaskiem. Niemcy stracili 140 zabitych oraz około 230 rannych. Po polskiej stronie zginęło 10 partyzantów, 20 było rannych, a sześciu zaginęło[14] (inne źródło podaje 11 zabitych, 10 rannych i pięciu zaginionych[15]).
- W nocy z 27 na 28 września 1944 r. w odwecie za operację „Waldkater” partyzanci z 25 pp oraz 72 pp AK (w sumie około 600 żołnierzy) przeprowadzili akcję mającą na celu zniszczenie posterunku żandarmerii w Przysusze. Po kilkugodzinnej walce partyzantom nie udało się osiągnąć głównego celu akcji. Bunkier przy posterunku żandarmerii pozostał niezdobyty. Po stronie niemieckiej zginęło około 60 żandarmów. Po stronie polskiej zginęło 2 partyzantów, a 7 zostało rannych. Zdobyto żywność i broń[16].
- 23 października 1944 r. Niemcy otoczyli 25 pułk piechoty Armii Krajowej w okolicach wsi Myślibórz, Tomaszów i Ruszenice. Z powodu dużej przewagi wroga partyzanci wycofali się do wsi Górki Niemojowskie[17].
- 27 października 1944 r. w okolicach wsi Biały Ług partyzanci z 25 pp AK odparli atak około 2500 żołnierzy niemieckich z SS i Wehrmachtu. W wielogodzinnym boju Niemcy stracili ok. 140 żołnierzy (40 zabitych i 100 utopionych w bagnie). Po stronie polskiej zginęło 8 partyzantów[18].
- 4 listopada 1944 r. około 800 żołnierzy 25 pp AK przełamało pierścień obławy niemieckiej w lasach przysuskich w okolicy leśniczówki Huta. W całodniowym boju poległo około 20 partyzantów w tym zastępca dowódcy pułku – major Bronisław Lewkowicz ps. „Kurs”. Około 30 żołnierzy zostało rannych. Straty niemieckie w walce koło leśniczówki Huta oszacowano na około 100 poległych żołnierzy[19].
- 5 listopada 1944 r. odpoczywający we wsi Boków partyzanci zostali zaskoczeni przez przeważające liczebnie oddziały niemieckie. 25 pp AK wycofała się w kierunku południowo-zachodnim. Straty własne wyniosły 10 zabitych i 50 rannych[20]. Przez kilka następnych dni żołnierze uciekali przed ścigającymi ich oddziałami niemieckimi. Między wsiami Brody i Wincentów na skutek zamieszania około 250 żołnierzy zgubiło się lub rozproszyło w lasach koneckich. Część z tych osób poległa, wielu odniosło rany, pewna grupa trafiła do niewoli i do więzień. Była to wielka klęska pułku poniesiona bez żadnej walki, ponieważ nieprzyjaciel nie znajdował się w bezpośrednim kontakcie z partyzantami. 9 listopada kolumna doszła do Górek Niemojowskich, gdzie mogła wreszcie spokojnie odpocząć. Na dzień 9 listopada stan pułku wynosił około 300 osób[21].

### Działalność oddziału od listopada 1944r. do stycznia 1945r.
9 listopada 1944 r. podjęto decyzję o rozformowaniu 25 pułku piechoty AK. Od tej chwili walki z okupantem miały być ponownie prowadzone przez mniejsze grupy partyzanckie. Oddział „Maja” dołączył do partyzantów dowodzonych przez por. „Bończę”. Połączone oddziały liczyły w sumie prawie 160 dobrze uzbrojonych partyzantów. 26 listopada 1944 r. oddział został zaatakowany przez nieprzyjaciela we wsi Dorobna Wola. Partyzanci wycofali się bez walki do wsi Sobień. W nocy tego samego dnia oddział został ponownie zaatakowany. Żeby wydostać się z okrążenia, żołnierze przeszli około 40 kilometrów i dopiero nad ranem udało im się zmylić nieprzyjaciela i wyjść z okrążenia bez strat. Kilka dni po tym incydencie por. „Bończa” rozformował swój oddział i podzielił go na 3 grupy pod dowództwem „Maja”, „Konrada” i „Gardy”. „Maj” ze swoimi żołnierzami przeniósł się w okolice rzeki Czarnej i Pilicy. Presja nieprzyjaciela była ogromna. Oddział był nieustannie w ostrym pogotowiu. Przemarsze podczas pogarszających się warunków pogodowych były coraz bardziej uciążliwe. Przed świętami Bożego Narodzenia ppor. „Maj” udzielił swoim żołnierzom tygodniowego urlopu. Po tym czasie partyzanci mieli spotkać się z dowódcą w małym domku na terenie majątku Piła. Gdy na wyznaczone spotkanie przyszło kilkunastu partyzantów, zostali zaatakowani przez przeważające siły niemieckie. Wszyscy dostali się do niewoli i trafili do więzienia w Tomaszowie Mazowieckim, z którego następnie uciekli tuż przed wkroczeniem do miasta Armii Czerwonej.

## Upamiętnienie

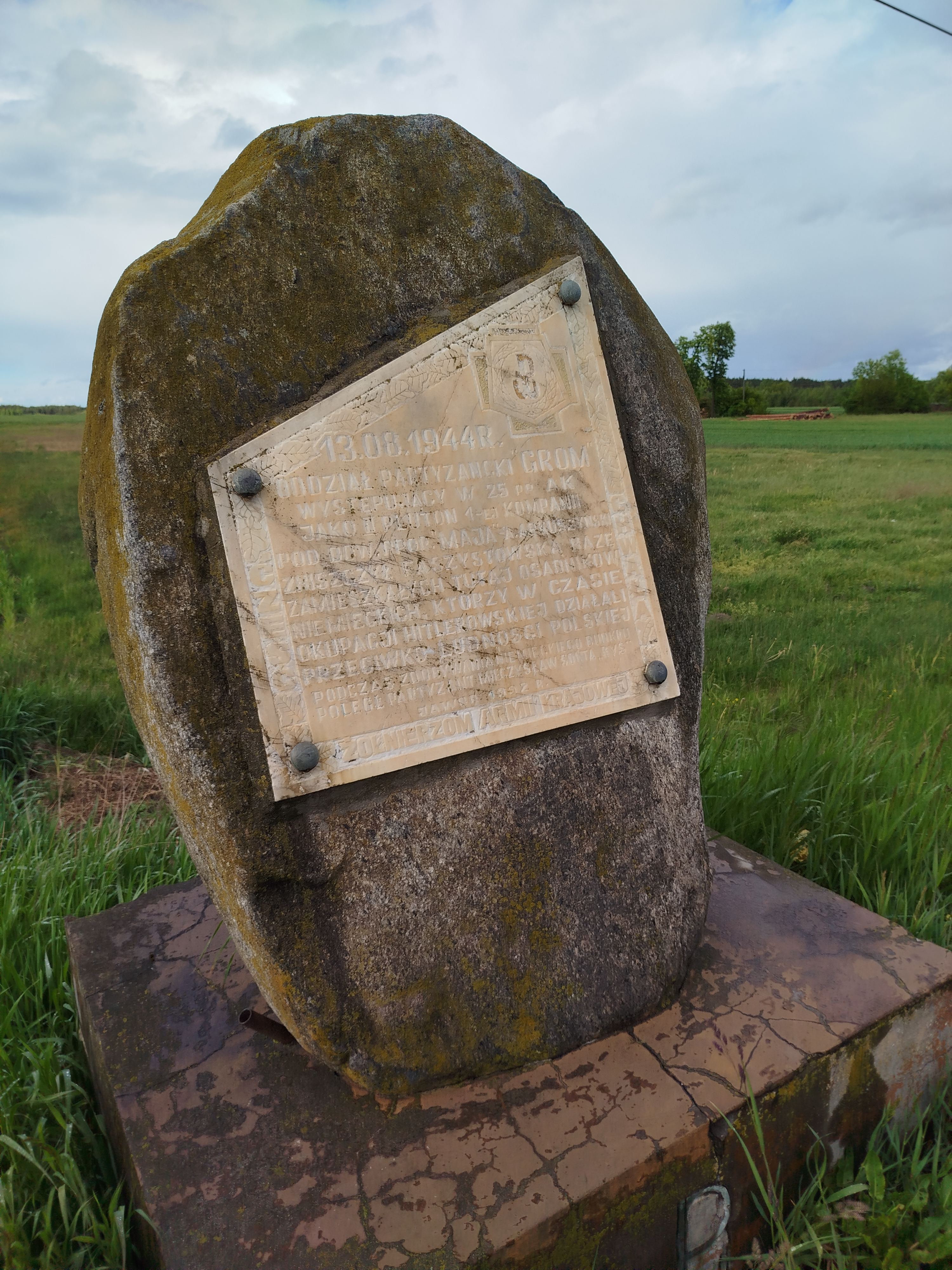
Pomnik OP AK Grom we wsi Jawor-Kolonia

- Przy przejeździe kolejowym między wsiami Jastrząb i Zychorzyn znajduje się pomnik upamiętniający przeprowadzoną 15 lipca 1944 r. przez oddział „Grom” akcję „zniszczenia niemieckiego warownego obozu, terroru i bezprawia”.
- W miejscowości Jawor-Kolonia w 1992 r. ustawiono pomnik w formie tablicy na głazie narzutowym z informacją o przeprowadzonej w tym miejscu 13 sierpnia 1944 r. przez oddział „Grom” pacyfikacji tej niemieckiej wsi.